# Khanat Baku
Das Khanat Baku war ein persischer Vasallenstaat im heutigen Aserbaidschan, der von 1747 bis 1806 existierte. Die Hauptstadt des Khanats war das am Kaspischen Meer gelegene Baku.

## Geschichte
Nach dem Verfall der Safawidischen Reiches in Persien wurde Baku 1723 von Russland besetzt. Während dieser Zeit war Baku bereits kurzzeitig unter Dargah Quli Khan aus der Familie der Afschariden unabhängig. 1735 konnte die Stadt von Nadir Schah für Persien zurückgewonnen werden. Nach seinem Tod wurde das selbstständige Khanat Baku gegründet, der erste Regent war
Mirza Muhammad Khan. Später wurde es Teil des mächtigeren Khanats Quba. In den Neunzigern des 18. Jahrhunderts wurde es wieder unabhängig.
Am 13. Juni 1796 drang eine russische Flotte in die Bucht von Baku ein. Es wurde eine Garnison der russischen Armee in der Stadt einquartiert. General Pawel Zizianow wurde Kommandant Bakus. Auf Befehl des Zaren Pauls I. verließen die russischen Truppen 1797 die Stadt.
Während des russisch-persischen Krieges beabsichtigte Zar Alexander Baku im Januar 1806 zu annektieren. Durch die Ermordung des zuständigen Generals Zizianow während der Übergabe verzögerte sich ihre Eingliederung in das Russische Reich bis Oktober desselben Jahres. Der Frieden von Gulistan bestätigte 1813 den Status quo.

## Herrscherliste
- 172?–1728 Dargah Quli Khan
- 1747–1768 Mirza Muhammad Khan
- 1768–1770 Fath `Ali Khan
- 1770–1772 Abd Allah Beg
- 1772–1783 Malik Muhammad Khan
- 1784–1791 Mirza Muhammad Khan
- 1791–1792 Muhammad Quli Khan
- 1792–1806 Husayn Quli Khan